# Partit del Nou Azerbaidjan
El Partit del Nou Azerbaidjan (àzeri: Yeni Azərbaycan Partiyası) és un partit polític centredreta azerbaidjanès d'ideologia nacionalista, laïcista i conservadora liberal. Actualment és el partit governant de l'Azerbaidjan des de 1993.

## Formació
El partit va ser fundat el 18 de desembre de 1992, pel president azerbaidjanès Heidar Alíev, que amb anterioritat havia estat membre del Partit Comunista de la Unió Soviètica fins a juliol de 1991, i que va ser president de l'Azerbaidjan des de 1993 fins a 2003. L'actual líder del partit i president de l'Azerbaidjan és Ilham Alíev, fill de Heidar Alíev, que va succeir al seu pare en 2003.
La ideologia oficial del partit són la legalitat, el laïcisme i el nacionalisme àzeri.
També busca construir una economia de "orientació social", i enumera la solidaritat social i la justícia civil com a base de la seva ideologia.

## Eleccions
Des que en les primeres eleccions a les quals es va presentar obtingués una mica més del 60% del vot popular, aquest partit ha obtingut uns resultats electorals realment favorables, cosa que unida a les denúncies de fraus i irregularitats electorals fan parlar sobre una estafa electoral popularitzada en Azerbaidjan des de 1993.
L'argument principal entre el governant Partit Nou Azerbaidjan i l'oposició en realitat pot ser vista com una lluita de poder entre l'antiga elit soviètica, que encara controla Azerbaidjan, i la nova intel·lectualitat que té una gran oposició moral a les antigues institucions soviètiques.
En les eleccions parlamentàries de l'Azerbaidjan de 2010 el partit va obtenir el 57,6% dels vots i 72 escons d'un total de 125 escons a l'Assemblea Nacional de la República de l'Azerbaidjan.

## Resultats electorals

### Eleccions parlamentàries
| Any     | Vots      | %     | Escons   | +/- | Pos. |
| ------- | --------- | ----- | -------- | --- | ---- |
| 1995-96 | 2.228.435 | 62,70 | 53 / 125 |     | 1r   |
| 2000-01 | 1.809.801 | 62,30 | 75 / 125 | 22  | 1r   |
| 2005    |           |       | 61 / 125 | 14  | 1r   |
| 2010    | 1.110.885 | 46.48 | 71 / 125 | 10  | 1r   |
| 2015    | 1.340.770 | 47.20 | 69 / 125 | 2   | 1r   |
| 2020    |           |       | 72 / 125 | 3   | 1r   |

### Presidencials
| Any  | Candidat      | Vots      | %     | Resultat |
| ---- | ------------- | --------- | ----- | -------- |
| 1993 | Heydar Alíyev | 3.919.923 | 98,80 | Electe   |
| 1998 | Heydar Alíyev | 2.556.059 | 77,60 | Electe   |
| 2003 | Ilham Aliyev  | 1.860.346 | 75,38 | Electe   |
| 2008 | Ilham Aliyev  | 3.232.259 | 88,73 | Electe   |
| 2013 | Ilham Aliyev  | 3.126.113 | 84,54 | Electe   |
| 2018 | Ilham Aliyev  | 3.397.664 | 86,03 | Electe   |